# Лэддеринг
Лэддеринг (дословно с англ. «создание лестницы») — способ инвестирования, при котором инвестор покупает несколько финансовых инструментов с различным сроком погашения. См. также лэддеринг в маркетинге.

## Выгода
Лэддеринг не подвержен риску реинвестиций большой части активов при неблагоприятном финансовом окружении. Например, у человека есть депозитные облигации, срок погашения которых наступает в 2015 и 2018 г. Если процентная ставка довольно сильно понижается по облигациям 2015 г., то половина дохода закрыта до 2018 г.
При необходимости лэддеринг может высвобождать капитал. Человек может приобретать более краткосрочные облигации, если ему в ближайшее время понадобятся средства для финансирования, например, обучения детей, или покупать более долгосрочные облигации, срок погашения которых наступит значительно позже и не понадобятся срочные расходы, в ситуации, когда экономика благоприятствует получению доходов.
Эта стратегия полезна для диверсифицированного портфеля, с другими активами на фондовом рынке и т. д. Обычно требуется первоначальная инвестиция в размере 10 000–20 000 долларов США для покупки 5–10 облигаций с разными сроками погашения на определенный срок.

## Другое использование
Лэддеринг также описывает процесс, где для приобретения доли по определённой цене, инвесторы должны также согласиться купить дополнительные доли по более высокой цене. Это искусственно раздувает цену акционерного капитала и позволяет посвящённым лицам покупать по более низкой цене с гарантией того, что они смогут продать по более высокой цене. Такая практика незаконна. Эта практика привела к расследованию национальных и мировых банков SEC после краха фондового рынка.

## Лестница IPO
Лестничная схема также описывает процесс, при котором для покупки акций по заданной цене инвесторы также должны согласиться на покупку дополнительных акций по более высокой цене. Это искусственно завышает цену акций и позволяет инсайдерам покупать по более низкой цене с гарантией того, что они смогут продать по более высокой цене. Эта практика привела к расследованиям SEC в отношении национальных и мировых банков после обвала фондового рынка.